# Margarida de Brabante, Condessa de Flandres
Margarida de Brabante (em francês: Marguerite, em holandês: Margaretha;
9 de fevereiro de 1323 — 1380) foi condessa consorte de Flandres como esposa de Luís II de Flandres. Ela era a segunda filha de João III de Brabante e de Maria de Évreux.

## Família
Seus avós paternos eram o duque João II de Brabante e a princesa Margarida da Inglaterra, filha do rei Eduardo I de Inglaterra e de Leonor de Castela.
Seus avós maternos eram o conde Luís de Évreux e Margarida de Artois.
A condessa teve cinco irmãos: Joana, duquesa de Brabante como sucessora do pai; Maria, esposa de Reinaldo II, duque de Gelre; João, marido de Maria, filha de Filipe VI de França; Henrique, senhor de Limburgo, não se casou; Godofredo, senhor de Aarschot, não se casou.

## Biografia
A partir de 1340, Margarida esteve noiva de Eduardo, o Príncipe Negro, filho do rei Eduardo III de Inglaterra e de Filipa de Hainault. Porém, o contrato foi terminado antes de novembro de 1345, para que se iniciassem as negociações para o seu casamento com uma princesa de Portugal. De qualquer forma, ele se casou com a prima, Joana de Kent.
Margarida se casou com o conde Luís II de Flandres, em Saint-Quentin, em 6 de junho de 1347. Ele era filho de Luís I de Flandres e de Margarida I da Borgonha, condessa da Borgonha. Antes de se casar com ela, Luís foi noivo duas vezes, a segunda foi com Isabel de Coucy, também filha do rei Eduardo III.
O casal teve apenas uma filha:
- Margarida III da Flandres (13 de abril de 1350 - 16 de março de 1405), condessa palatina da Borgonha e duquesa da Borgonha. Foi casada com Filipe I, Duque da Borgonha e em seguida com Filipe II, Duque da Borgonha. Teve filhos apenas com o segundo marido.

Margarida morreu em 1368, e em 1405, foi enterrada na Igreja Colegiada de Saint-Pierre de Lille, em Vieux-Lille, no departamento do Norte.